# A Brit Virgin-szigetek zászlaja

Civil zászló. Arányai: 1:2

Kormányzói zászló

A Brit Virgin-szigetek zászlaja a Brit Virgin-szigetek egyik nemzeti jelképe.
Az 1960. november 15-én adományozott címert a brit kék felségjelzésen helyezték el. A címer fő motívuma Szent Orsolya, a „bölcs szűz” alakja, a szigetek névadója. A tizenegy lámpás a tizenegy szűzre utal, akit Szent Orsolyával együtt megöltek a hunok.
A civil zászlón a brit vörös felségjelzésen helyezték el a címert.
A kormányzói zászló az Union Jacken alapul középen a címerrel. Ez a kialakítás hasonló más brit tengerentúli területek kormányzói zászlóival. 